# ハリケーン・カイル (2002年)
ハリケーン・カイル (Hurricane Kyle) は、2002年に大西洋域で発生したハリケーン。寿命は22日間で、史上3番目に長い大西洋域の熱帯低気圧となった。史上1位は1969年のハリケーン・インガ（25日間）、2位は1971年のハリケーン・ジンジャー（27日間）である。